# National Association of Intercollegiate Athletics

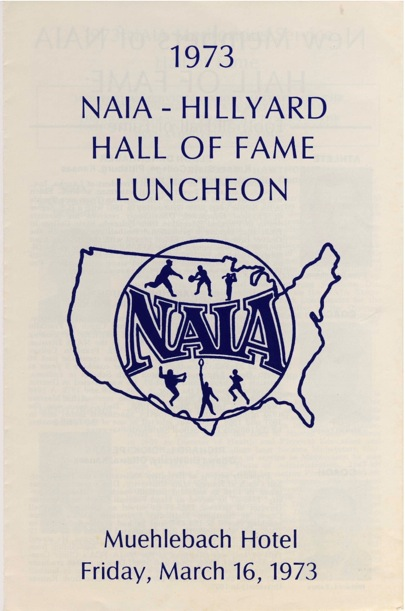
National Association of Intercollegiate Athletics

A National Association of Intercollegiate Athletics (NAIA) é uma associação composta por 287 instituições universitárias dos Estados Unidos da América, Canadá e Bahamas cuja finalidade é integrar a vida esportiva no entorno acadêmico destas instituições.
Trata-se de uma organização similar à NCAA, ainda que ligeiramente menor.
Sua sede está atualmente situada em Kansas City (Missouri).

## Conferências
- American Mideast Conference
- American Midwest Conference
- Appalachian Athletic Conference
- California Pacific Conference
- Cascade Collegiate Conference
- Central States Football League
- Chicagoland Collegiate Athletic Conference
- Dakota Athletic Conference
- Florida Sun Conference
- Frontier Conference
- Golden State Athletic Conference
- Great Plains Athletic Conference
- Gulf Coast Athletic Conference
- Heart of America Athletic Conference
- Kansas Collegiate Athletic Conference
- Kentucky Intercollegiate Athletic Conference
- Mid-Central College Conference
- Midlands Collegiate Athletic Conference
- Mid-South Conference
- Mid-States Football Association
- Midwest Collegiate  Conference
- Red River Athletic Conference
- Sooner Athletic Conference
- Southern States Athletic Conference
- Sunrise Athletic Conference
- TranSouth Athletic Conference
- Wolverine-Hoosier Athletic Conference